# Del Medio (platå i Antarktis)
Del Medio är en platå i Antarktis. Den ligger i Sydshetlandsöarna. Argentina, Chile och Storbritannien gör anspråk på området.